# Jeux Sans Frontières 1992
Az 1992-es Jeux Sans Frontières a sorozat 23. évada, az egyetlen olyan, melyben szerepelt egy nem európai ország is. Ekkor Magyarország még nem szerepelt a vetélkedőben, így a magyar "Játék határok nélkül" elnevezés még nem volt használatos.

## Részt vevő országok
- Svájc (CH): Fehér és piros
- Csehszlovákia (CS): Narancssárga
- Spanyolország (E): Piros
- Franciaország (F): Kék és fehér
- Wales (GB): Rózsaszín
- Olaszország (I): Világoskék
- Portugália (P): Zöld
- Tunézia (TU): Sárga

## 1. elődöntő
- Helyszín: Casale Monferrato, Olaszország

| Hely | Ország | Város                     | Pont |
| ---- | ------ | ------------------------- | ---- |
| 1    | CS     | Prága                     | 63   |
| 2    | CH     | La Chaux-de-Fonds         | 60   |
| 2    | F      | Cahors                    | 60   |
| 4    | E      | Macael                    | 55   |
| 5    | GB     | Carmarthen                | 51   |
| 6    | I      | Riccò del Golfo di Spezia | 43   |
| 6    | P      | Chaves                    | 43   |
| 8    | TU     | Kairouan                  | 29   |

## 2. elődöntő
- Helyszín: Lisszabon, Portugália

| Hely | Ország | Város            | Pont |
| ---- | ------ | ---------------- | ---- |
| 1    | F      | Le Havre         | 66   |
| 2    | P      | Azori-szigetek   | 63   |
| 3    | I      | Varazze          | 62   |
| 4    | E      | Lérida           | 51   |
| 5    | CH     | Estavayer-le-Lac | 48   |
| 6    | CS     | Poděbrady        | 46   |
| 7    | TU     | Sidi Bou Said    | 37   |
| 8    | GB     | Mold             | 30   |

## 3. elődöntő
- Helyszín: Alfortville, Párizs, Franciaország

| Hely | Ország | Város          | Pont |
| ---- | ------ | -------------- | ---- |
| 1    | CH     | La Côte        | 72   |
| 2    | I      | Castelfidardo  | 67   |
| 3    | P      | Santarém       | 57   |
| 4    | GB     | Wrexham        | 54   |
| 5    | CS     | Sokolov        | 43   |
| 6    | F      | Alfortville    | 39   |
| 7    | E      | Ciudad Rodrigo | 38   |
| 8    | TU     | Szúsza         | 32   |

## 4. elődöntő
- Helyszín: Třebíč, Csehszlovákia

| Hely | Ország | Város           | Pont |
| ---- | ------ | --------------- | ---- |
| 1    | CS     | Třebíč          | 75   |
| 2    | I      | Carpenedolo     | 60   |
| 3    | E      | Cangas de Onís  | 58   |
| 4    | CH     | Martigny        | 53   |
| 5    | P      | Moura           | 46   |
| 6    | F      | Bourg-en-Bresse | 45   |
| 7    | GB     | Newtown         | 38   |
| 8    | TU     | Dzserba         | 25   |

## 5. elődöntő
- Helyszín: Swansea, Wales

| Hely | Ország | Város                  | Pont |
| ---- | ------ | ---------------------- | ---- |
| 1    | I      | Breuil-Cervinia        | 61   |
| 1    | P      | Olhão                  | 61   |
| 3    | CS     | Šternberk              | 57   |
| 4    | E      | Santa Cruz de Tenerife | 54   |
| 5    | GB     | Swansea                | 48   |
| 6    | CH     | Coppet                 | 45   |
| 7    | TN     | Hammamet               | 42   |
| 8    | F      | La Ciotat              | 30   |

## 6. elődöntő
- Helyszín: Casale Monferrato, Olaszország

| Hely | Ország | Város             | Pont |
| ---- | ------ | ----------------- | ---- |
| 1    | P      | Felgueiras        | 65   |
| 2    | F      | Tourcoing         | 59   |
| 3    | CH     | Jura              | 58   |
| 3    | CS     | Rýmařov           | 58   |
| 3    | I      | Casale Monferrato | 58   |
| 6    | E      | Calatayud         | 51   |
| 7    | GB     | Rhuddlan          | 40   |
| 7    | TU     | Tabarka           | 14   |

## 7. elődöntő
- Helyszín: Lisszabon, Portugália

| Hely | Ország | Város      | Pont |
| ---- | ------ | ---------- | ---- |
| 1    | P      | Lisszabon  | 81   |
| 2    | CH     | Carouge    | 53   |
| 2    | GB     | Carnarvon  | 53   |
| 4    | F      | Sallanches | 48   |
| 4    | I      | Paestum    | 45   |
| 6    | CS     | Tábor      | 44   |
| 6    | E      | Ibiza      | 44   |
| 8    | TU     | Karthágó   | 30   |

## 8. elődöntő
- Helyszín: Alfortville, Párizs, Franciaország

| Hely | Ország | Város       | Pont |
| ---- | ------ | ----------- | ---- |
| 1    | GB     | Cwm Mawr    | 62   |
| 2    | CH     | Romont      | 58   |
| 2    | E      | Torrevieja  | 58   |
| 4    | CS     | Chrudim     | 56   |
| 4    | P      | Maia        | 56   |
| 6    | I      | Langhirano  | 47   |
| 7    | F      | Alfortville | 31   |
| 8    | TU     | Szfaksz     | 30   |

## 9. elődöntő
- Helyszín: Rožnov pod Radhoštěm, Csehszlovákia

| Hely | Ország | Város                | Pont |
| ---- | ------ | -------------------- | ---- |
| 1    | P      | Aveiro               | 60   |
| 2    | TU     | Nabeul               | 54   |
| 3    | CS     | Rožnov pod Radhoštěm | 53   |
| 4    | I      | San Pellegrino Terme | 51   |
| 5    | E      | Córdoba              | 50   |
| 6    | GB     | Cardiff              | 49   |
| 7    | CH     | La Neuveville-Nods   | 41   |
| 7    | F      | Stasbourg            | 41   |

## 10. elődöntő
- Helyszín: Swansea, Wales

| Hely | Ország | Város              | Pont |
| ---- | ------ | ------------------ | ---- |
| 1    | E      | Palma de Mallorca  | 64   |
| 2    | CS     | Jablonec nad Nisou | 53   |
| 3    | P      | Peso da Régua      | 52   |
| 4    | CH     | Charmey            | 49   |
| 4    | I      | Vigevano           | 49   |
| 6    | F      | Pertuis            | 45   |
| 6    | TU     | Monasztir          | 45   |
| 8    | GB     | Swansea            | 42   |

## Döntő
- Helyszín: Ponta Delgada, Azori-szigetek, Portugália

Az alábbi csapatok jutottak a döntőbe:
| Ország | Város             | Hely | Pont | Elődöntő |
| ------ | ----------------- | ---- | ---- | -------- |
| CH     | La Côte           | 1    | 72   | 3        |
| CS     | Třebíč            | 1    | 75   | 4        |
| GB     | Cwm Mawr          | 1    | 62   | 8        |
| E      | Palma de Mallorca | 1    | 64   | 10       |
| TU     | Nabeul            | 2    | 54   | 9        |
| I      | Breuil-Cervinia   | 1    | 61   | 5        |
| P      | Lisszabon         | 1    | 81   | 7        |
| F      | Le Havre          | 1    | 66   | 2        |

Döntő eredménye
| Hely | Ország | Város             | Pont |
| ---- | ------ | ----------------- | ---- |
| 1    | CS     | Třebíč            | 64   |
| 2    | I      | Breuil-Cervinia   | 57   |
| 2    | P      | Lisszabon         | 57   |
| 4    | CH     | La Côte           | 49   |
| 4    | F      | Le Havre          | 49   |
| 6    | E      | Palma de Mallorca | 47   |
| 7    | GB     | Cwm Mawr          | 40   |
| 8    | TU     | Nabeul            | 34   |

| Előző Jeux Sans Frontières 1991-1992 | Jeux Sans Frontières 1992 | Következő Játék határok nélkül 1993 |